# 柴崎澄哉
柴崎 澄哉（しばさき すみや、1963年4月1日 - ）は、日本の財務官僚。IMF審議役、東京大学大学院教授、国税庁調査査察部長、財務省大臣官房審議官、人事院人材局長、職員福祉局長などを経て、人事院事務総長。

## 人物・来歴
神奈川県出身。横浜国立大学教育学部附属鎌倉中学校、神奈川県立湘南高等学校を経て、東京大学文科二類に入学。国家公務員Ｉ種試験（経済）に合格。東京大学経済学部を卒業後、1986年大蔵省に入省。証券局総務課に配属。
1989年在フィリピン日本国大使館二等書記官、1992年札幌国税局滝川税務署長。1993年国際金融局金融業務課課長補佐として、スイス・バーゼルのBIS（国際決済銀行）各種会合に参加しデリバティブズ（金融派生商品）規制ルールの策定に携わるとともに日米包括経済協議の金融分野や保険分野の協議に参加。1995年大阪国税局総務課長を経て、1996年から主計局主計官補佐として総理府、司法・警察の予算編成に携わる。1998年から主税局税制第一課、2001年から同総務課で、政府税制調査会の運営や与党の税制調査会とのリエゾンを担当したほか、恒久的減税の実施や連結納税制度、NPO寄付金税制の創設に携わる。
2003年米国ワシントンDCのIMF（国際通貨基金）に派遣され、財政局審議役として複数の国々の税制改革について提言・技術支援を行った後、2006年東京大学公共政策大学院教授として租税政策等の教鞭をとる。2008年内閣府地方分権改革推進委員会事務局参事官、2010年財務省主計局主計官（内閣・司法警察・財務係担当）、2011年内閣府行政刷新会議事務局参事官を経て、2012年財務省関税局関税課長、2013年同総務課長、2014年国税庁長官官房人事課長、2015年同長官官房審議官、2016年同調査査察部長。2017年財務省大臣官房審議官（関税局担当）として、世界税関機構（WCO）事務総局長選挙における日本人候補の3選実現を補佐したほか、RCEP交渉シニアオフィサー会合の首席交渉官を務める。
2018年人事院へ出向し、2020年人材局長としてコロナ禍における異例の国家公務員試験の実施を主導。2021年総括審議官、2022年職員福祉局長を経て、同年12月12日、人事院事務総長に就任。